# Полюдов кряж
Полю́дов Кряж — орографическое образование, расположенное в северной части Пермского края; общее название южной оконечности Тимана и части грядово-холмистого низкогорья Березовско-Средневишерского Урала.
Полюдов кряж начинается на междуречье Язьвы и Вишеры и прослеживается отсюда к северо-западу на 100 километров. Ширина Полюдова кряжа в средней части не более 15-20 километров. К обеим оконечностям она ещё более сужается. Наивысшая точка отрога находится неподалёку от Красновишерска — гора Полюдов Камень (525 м).
Кряж в трех местах пересекается Вишерой, Колвой и Низьвой, в результате имеет прерывистый характер. Он состоит из ряда параллельных увалов, разделенных продольными впадинами. Вершины и склоны увалов характеризуются мягкими очертаниями. Наиболее характерные отметки высот рельефа составляют здесь 300—400 метров.
Совершенно иной облик у главной вершины кряжа — Полюдова Камня. Сложенная кварцитовыми конгломератами, она резко вырисовывается, почти отвесно обрываясь к северу и северо-западу и круто спускаясь с другой стороны.